# 雄冬漁港
雄冬漁港（おふゆぎょこう）は、北海道増毛郡増毛町雄冬にある漁港。

## 概要
雄冬沿岸は古くからニシン漁場として知られていたが、明治時代には荷揚する港も水産物を運輸するための道路もなかった。そこで水揚げされた魚はすべて、沖合で運搬船に積み取られた後に増毛で荷揚されていたのだが、漁獲量の増加に伴い、遭難事故もまた増えていった。
よって雄冬の漁民の間では漁港の建設を希求する声が高く、太平洋戦争終結の直後に雄冬漁港期成会が発足。その努力が実り、1951年（昭和26年）6月29日、農林省告示第243号をもって、雄冬漁港が第4種漁港に定められた。
翌1952年（昭和27年）から西防波堤の建設が着手され、以後も工事が続けられた。
やがてニシン漁は不振となったが、代わってカレイ・タコ等の沿岸漁業やアワビ・ウニ等の根付漁業が開発された。

## 参考資料
- 『増毛町史』1973年4月10日。